# Naim Terbunja
Naim Terbunja (* 28. September 1984 in Pristina, Kosovo, SFR Jugoslawien) ist ein ehemaliger schwedischer Boxer kosovarischer Abstammung. Der 7-fache Schwedische Meister nahm an den Olympischen Spielen 2008 teil und gewann 2009 die Golden Gloves in den USA.

## Amateurkarriere
Naim Terbunja wurde im Kosovo geboren, floh aber aufgrund der damaligen politischen Umstände mit seiner Familie frühzeitig nach Schweden. Dort begann er im Alter von 14 Jahren mit dem Boxsport und wurde ins Nationalteam aufgenommen.
Der 1,83 m große Linksausleger trainierte im Djurgårdens IF in Stockholm. Er wurde 2002 sowie 2003 Skandinavischer Juniorenmeister und gewann eine Bronzemedaille im Halbweltergewicht bei den Junioren-Weltmeisterschaften 2002 in Kuba. 
Bei den Weltmeisterschaften 2005 in China besiegte er in der Vorrunde Tureano Johnson und schied anschließend gegen Samuel Matevosyan aus. Bei den Weltmeisterschaften 2007 in den USA unterlag er gegen Andranik Hakobyan.
Im Februar 2008 gewann er das europäische Olympia-Qualifikationsturnier in Pescara, wobei er sich gegen Georgios Gazis, Dariusz Sęk, Oliver Obradovic, Andranik Hakobjan und James DeGale durchsetzen konnte. Bei den Olympischen Spielen 2008 in Peking schied er dann gegen Matwei Korobow aus. Im Achtelfinale der Europameisterschaften 2008 in England unterlag er gegen Maxim Koptjakow. Im Oktober 2008 gewann er das Tammer-Turnier in Finnland.
Im Mai 2009 gewann er überraschend das prestigeträchtige US-Turnier Golden Gloves in Salt Lake City, wobei er J’Leon Love, Phillip Benson, Marcus Chapman, Bradley Blankenship und Luís Arias besiegen konnte. Bei den Weltmeisterschaften 2009 in Italien unterlag er wieder gegen Andranik Hakobjan.
Darüber hinaus war er 2002 Schwedischer Meister im Halbweltergewicht, 2003, 2004, 2005 und 2006 Schwedischer Meister im Weltergewicht, sowie 2007 und 2010 Schwedischer Meister im Mittelgewicht.

## Profikarriere
Von April 2012 bis Mai 2018 bestritt er 13 Profikämpfe in Schweden, Kosovo und den USA, von denen er zehn gewann und zwei verlor. In seinem letzten Kampf erreichte er ein Unentschieden gegen Lanell Bellows.